# Vinsastenen

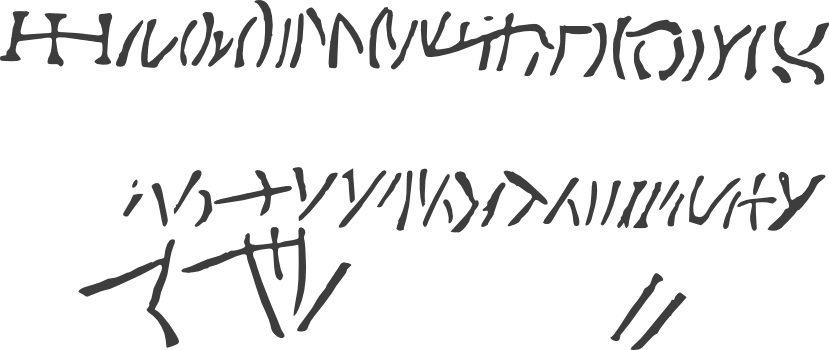
Zeichnung der „Käymäjärvi Inscriptions“ von Pierre Louis Maupertuis, 1737.

Der Vinsastenen (deutsch Vinsa-Stein, auch Käymäjärvi-Stein) ist ein Steinblock mit zwei inschriftähnlichen Reihen von Kerben, die eine Fläche von ca. 52,5 cm mal 105 cm einnehmen. Die Kerben erinnern an Buchstaben aus Runenalphabeten. Die Landmarke befindet sich am Bergrücken Vinsa oberhalb des Sees Käymäjärvi, etwa 26 km nordwestlich von Pajala im Norden Schwedens. Erste Berichte über die Inschriften wurden 1689 veröffentlicht. 2018 kam eine Studie von Archäologen, Geologen und Historikern jedoch zu dem Schluss, dass die Inschriften („inscriptions“) keinen menschlichen Urheber haben, sondern durch natürliche Prozesse entstanden sind.

## Beschreibung und Deutung
Die Inschriften wurden erstmals von Olof Rudbeck dem Älteren (1630–1702) im zweiten Band von Atlantica (1689) beschrieben. Die lokale Bevölkerung, speziell die Samen, betrachteten den Stein als eine wichtige Botschaft ihrer Vorfahren.
Eric Brunnius (1706–1783) von der Universität Uppsala war der Zweite, der sich in einer Abhandlung über die Stadt Tornio (De urbe Torna; 1731) mit dem Stein beschäftigte. Brunnius verzeichnete, dass der Stein sowohl Runenzeichen trägt als auch eine eingravierte dreifache Krone, die jedoch verwittert sei. 
Der Physiker Anders Celsius (1701–1744), der sich ebenfalls als Runologe betätigte, schloss dagegen, dass es sich bei den Inschriften nicht um Runen handele. Celsius und Pierre Louis Maupertuis (1698–1759) besuchten den Stein um den 11. April 1737 während ihrer Expedition zur Vermessung der Erdmeridiane. Celsius und Maupertuis zeichneten beide die Kerben in ihre Reisetagebücher. Die Erzählung dieser Reise und über den Stein war Teil von Maupertuis’ Bewerbung für die französische Académie des sciences. Sie wurde zu ihrer Zeit als besonders exotisch angesehen und hat wahrscheinlich zu seiner Aufnahme in die Akademie beigetragen.
Eine Gruppe von Archäologen, Geologen und Historikern veröffentlichte 2018 im Cambridge Archaeological Journal einen Bericht, wonach die „inscriptions“ nicht menschengemacht sind, sondern das Resultat natürlicher Prozesse. Die „Schriftzeichen“ sind Kerben, die durch Verwitterung und die Herausmodellierung der natürlichen Flaserung des Sedimentgesteins entstehen.